# 林詩嘉
林詩嘉（英語：Lin Shih-Chia，1993年5月20日—），台灣女子射箭運動員，主攻反曲弓。曾就讀富禮國中、香山高中、中華大學。她曾代表中華台北隊參加2016年里約奧運，結果獲得女子團體賽銅牌。

## 外部連結
- World Archery （页面存档备份，存于）